# Gabriele Stauner
Gabriele Stauner (Wolfratshausen, 22 april 1948) is een Duits politica van christendemocratische signatuur. Ze is lid van de Beierse Christlich-Soziale Union (CSU) en de Europese Volkspartij en zetelde en zetelt van 20 juli 1999 tot 19 juli 2004, van 18 januari 2006 tot 13 juli 2009 en sinds 30 oktober 2013 als lid van de EVP-fractie in het Europees Parlement.
Haar eerste zittingsperiode werd ze verkozen en zetelde ze gedurende de volledige sessie. Bij de tweede periode keerde ze op 18 januari 2006 terug, als opvolgster van Joachim Wuermeling. Bij de derde periode zetelde ze sinds 30 oktober 2013 als opvolgster van Anja Weisgerber.
Gabriele Stauner is lid van de Commissie werkgelegenheid en sociale zaken, de Delegatie in de Parlementaire Vergadering van de Unie voor het Middellandse Zeegebied en de Delegatie voor de betrekkingen met de Masjraklanden en plaatsvervangend lid van de Commissie interne markt en consumentenbescherming, de Delegatie voor de betrekkingen met Canada en de Delegatie in de parlementaire samenwerkingscommissies EU-Armenië, EU-Azerbeidzjan en EU-Georgië.

## Biografie
Gabriele Stauner studeerde in 1972 af als tolk Engels, Frans en Russisch en studeerde aanvullend rechten, ze behaalde het staatsexamen rechtspraktijk in 1979 en promoveerde in de rechtswetenschappen in 1984.
Ze bouwde haar carrière uit in de Beierse overheidsdiensten met tussentijdse opdrachten bij de bondsoverheid, waaronder een positie van 1987 tot 1990 als ambtenaar Buitenlandse Zaken bij de delegatie aan de Verenigde Naties in Genève.
- Gemeinsame Normdatei: 1066454876
- International Standard Name Identifier: 0000 0000 2485 6445
- Library of Congress Control Number: n85354716
- Virtual International Authority File: 39965920
- WorldCat: E39PBJkHtbPvfTddfTcB3XTbVC